# Kasai Wschodnie (planowana prowincja)
Kasai Wschodnie (fr. Kasaï-Oriental, lingala: Kasai ya Monyɛlɛ) - prowincja w Demokratycznej Republice Konga, która ma powstać na mocy konstytucji przyjętej w 2006 roku. Stolicą prowincji ma być Mbuji-Mayi.